# Á
De Á (onderkast: á) is een in het Latijns alfabet voorkomende letter. De letter wordt gevormd door het karakter A met een daarboven geplaatste accent aigu.

## Gebruik in het Nederlands
Het gebruik in het Nederlands is vooral om de klemtoon of nadruk aan te geven, bijvoorbeeld "Niet hier, dáár!"

## Gebruik als letter in andere talen
In de drie ondergenoemde talen vormt de Á een aparte letter en wordt bij alfabetische ordening gezien als tweede letter van het alfabet, na de A. 

### Faeröers
In het Faeröers vertegenwoordigt de Á een geronde halfopen achterklinker

### Hongaars
In het Hongaars staat de Á voor een ongeronde open voorklinker

### IJslands
In het IJslands geeft de Á de geronde gesloten middenklinker weer (ow)

## Gebruik alsdiakrietin andere talen
In het Tsjechisch en het Iers stelt á een lange a voor.

## Gebruik in toontalen
In het Hanyu pinyin (de romanisatie van het Mandarijn en het Vietnamees geeft de á een stijgende toon in de a-klank aan.

## Weergave op de computer

### Unicode
In Unicode vindt men de Á als gehele letter in het "Latin-Extended-A" blok onder de codes U+00C1 (hoofdletter) en U+00E1 (onderkast). Als de Á als diakriet geschreven wordt dan is zijn de codes respectievelijk U+0041 (hoofdletter A) met U+0301 (accent aigu) om een weergave van de Á te bewerkstelligen, en U+0061 (onderkast a) met U+0301 voor het accent aigu. 
In HTML kan de hoofdletter Á met de codes &Aacute; weergeven, de onderkast á met &aacute;.